# 北海道道996号上渚滑原野滝ノ上線
北海道道996号上渚滑原野滝ノ上線（ほっかいどうどう996ごう かみしょこつげんやたきのうえせん）は、北海道紋別郡滝上町内を結ぶ一般道道である。

## 概要
渚滑川を挟み、国道273号・道道士別滝の上線の対岸を通る。沿線には、シバザクラで有名な滝上公園がある。

### 路線データ
- 起点 : 北海道紋別郡滝上町雄鎮内（国道273号交点）
- 終点 : 北海道紋別郡滝上町幸町（北海道道61号士別滝の上線交点）
- 路線延長 : 5.1 km

## 歴史
- 1981年（昭和56年）2月17日 路線認定[1]。

## 地理
- 路線名の「上渚滑原野」とは、起点周辺の地名である。

### 通過する自治体
- オホーツク総合振興局
  - 紋別郡滝上町

### 交差する道路
滝上町
- 国道273号 - 雄鎮内（起点）
- 北海道道61号士別滝の上線 - 幸町（終点）